# 埃尔温·科佩
埃尔温·科佩（德語：Erwin Koppe，1938年3月29日—），德国男子竞技体操运动员。他曾获得1964年夏季奥运会体操比赛男子团体全能铜牌。他也参加了1960年夏季奥运会。